# Tablestaca

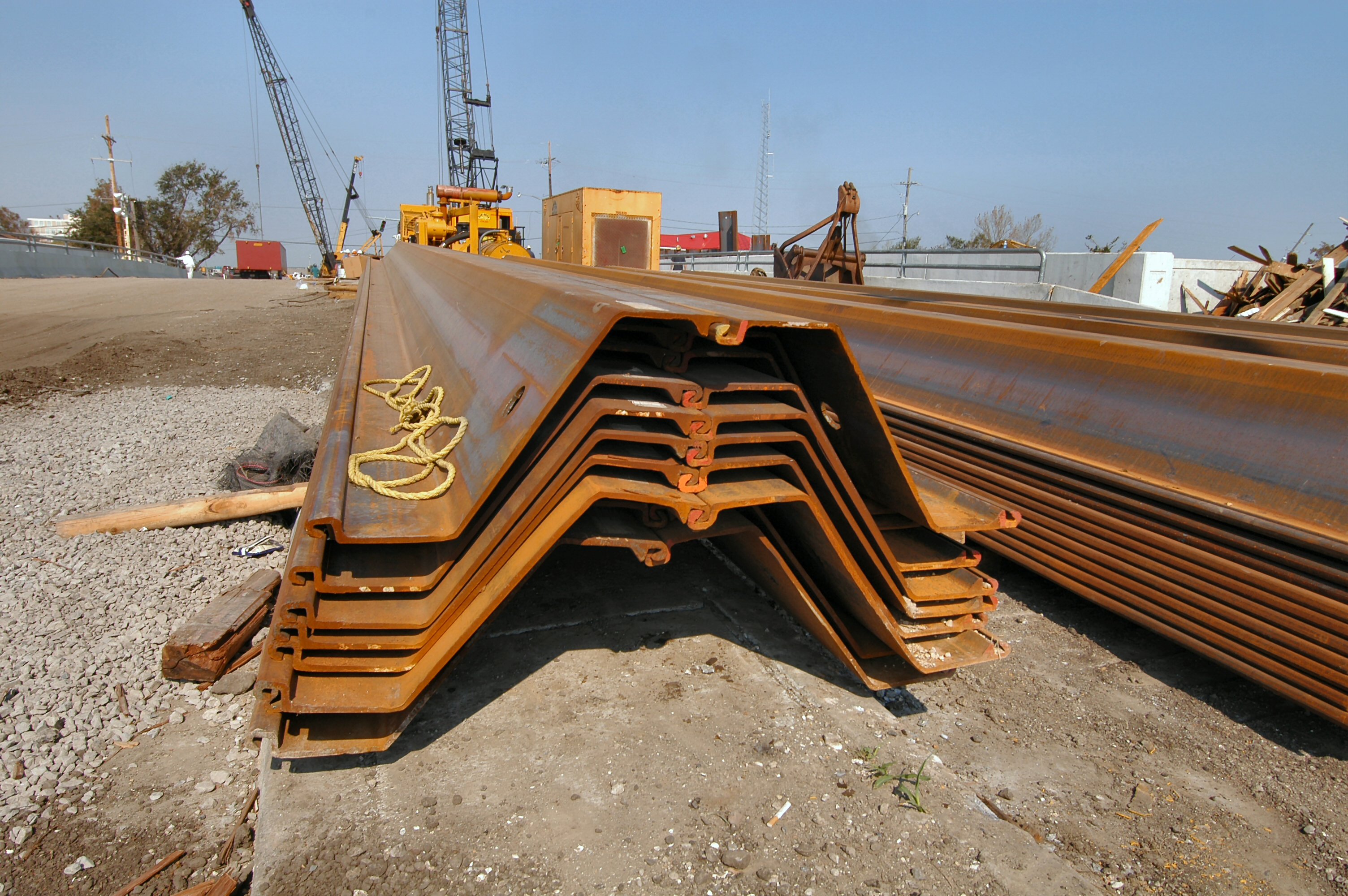
Tablaestacas utilizadas para paliar los daños provocados en Nueva Orleans por el huracán Katrina.

Las tablestacas o tablaestacas constituyen un tipo de pantalla, o estructura de contención flexible, empleada habitualmente en ingeniería civil.
Están formadas por elementos prefabricados. Estos elementos prefabricados suelen ser de acero, aunque también las hay de hormigón, vinilo, aluminio o FRP Composite. No se deben confundir las tablestacas de hormigón, con las pantallas de paneles prefabricados de hormigón, que suelen ser de dimensiones mayores.
Los elementos prefabricados que componen las tablestacas se hincan en el terreno mediante vibración. Aunque es muy raro, en ocasiones también se introducen en el terreno por golpeo.
Tiene juntas entre sí, con dos misiones:
- Impermeabilizar el contorno, y evitar que se produzcan filtraciones.
- Guiar las tablestacas contiguas.

Dado que los elementos se colocan mediante hinca, han de tener unas dimensiones (entre ellas el espesor) lo suficientemente pequeñas para que se facilite la hinca. Pero también ha de tener una resistencia mínima. Es por esto por lo que se emplea el acero, salvo raras excepciones.
Los pequeños espesores pueden dar lugar a que los paneles o planchas metálicas que conforman las tablestacas pandeen o flecten. Para evitarlo, se alabea la sección, dotándoles de una mayor inercia.
Secciones típicas son 'en Z' o 'en U'.
Suele utilizarse la colocación de varios de estos elemento manteniendo un centro confinado para su función como pilotes denominados "pilotes Larsen"